# Raionul Krîve Ozero, Mîkolaiiv
Krîve Ozero (în ucraineană Кривоозерський район, transliterat: Krîvoozerskîi raion) este un raion în regiunea Mîkolaiiv, Ucraina. Reședința sa este așezarea de tip urban Krîve Ozero.

## Demografie
Componența lingvistică a raionului Krîve Ozero
     Ucraineană (96,93%)
     Rusă (1,82%)
     Alte limbi (0,96%)
Conform recensământului din 2001, majoritatea populației raionului Krîve Ozero era vorbitoare de ucraineană (96,93%), existând în minoritate și vorbitori de rusă (1,82%).